# Knox County (Maine)
Knox County ist ein County im Bundesstaat Maine der Vereinigten Staaten. Der Sitz der Countyverwaltung (County Seat) befindet sich in Rockland. Benannt ist es nach Henry Knox, dem ersten US-Kriegsminister.

## Geographie
Nach Angaben der Volkszählungsbehörde der USA hat das County eine Gesamtfläche von 2958 Quadratkilometern. Davon sind 2011 Quadratkilometer, entsprechend 67,98 Prozent, Wasserflächen. Das County grenzt an die Countys: Waldo County und Lincoln County.

## Geschichte
Elf Stätten des Countys haben aufgrund ihrer geschichtlichen Bedeutung den Status einer National Historic Landmark. Insgesamt sind 94 Bauwerke und Stätten des Countys im National Register of Historic Places eingetragen (Stand 11. November 2017).

## Demografische Daten

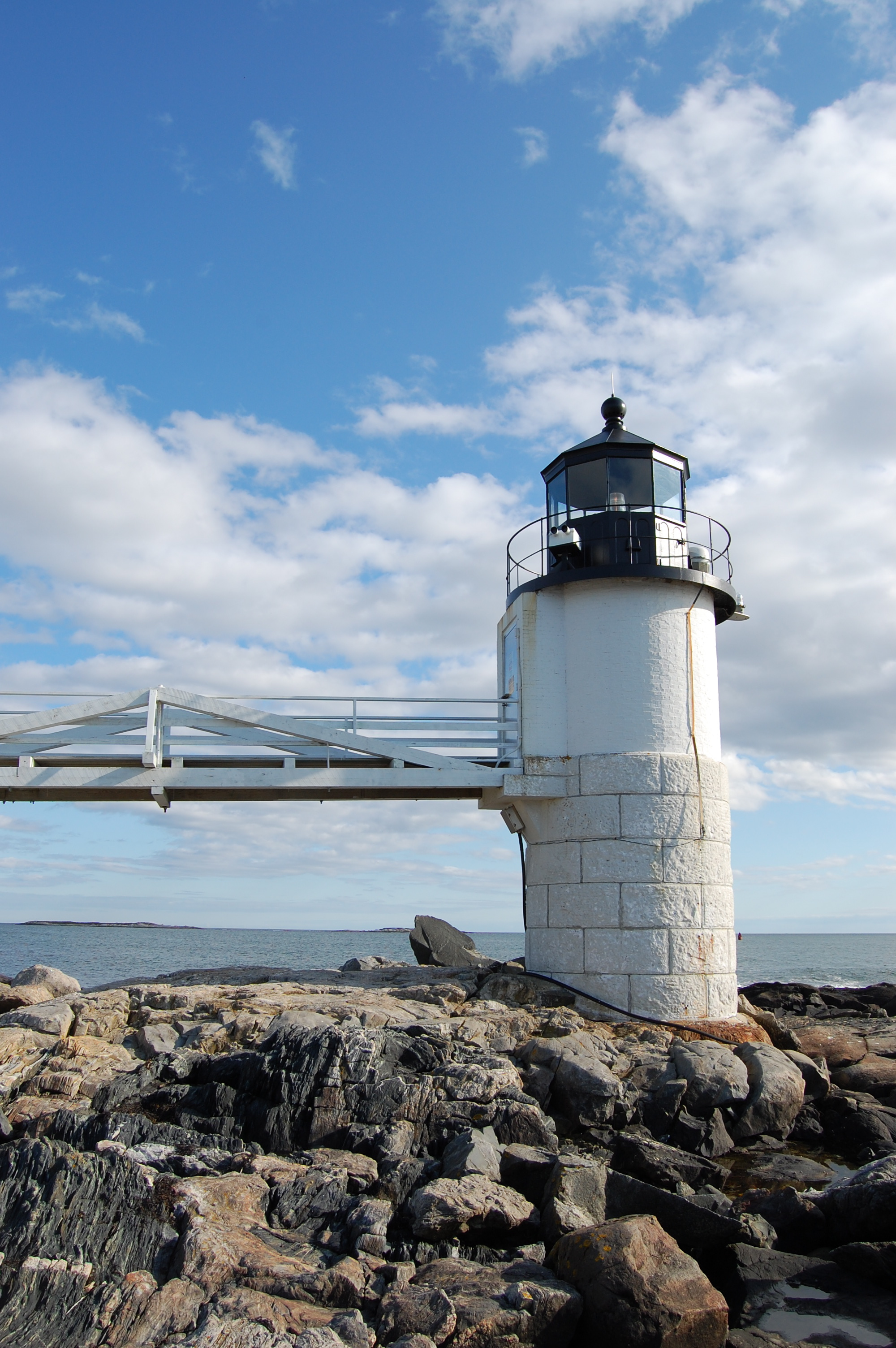
Der Leuchtturm Marshall Point Light bei Port Clyde, gelistet im NRHP Nr. 87002262

Nach der Volkszählung im Jahr 2000 lebten im County 39.618 Menschen. Es gab 16.608 Haushalte und 10.728 Familien. Die Bevölkerungsdichte betrug 42 Einwohner pro Quadratkilometer. Ethnisch betrachtet setzte sich die Bevölkerung zusammen aus 98,28 % Weißen, 0,24 % Afroamerikanern, 0,22 % amerikanischen Ureinwohnern, 0,36 % Asiaten, 0,01 % Bewohnern aus dem pazifischen Inselraum und 0,12 % aus anderen ethnischen Gruppen; 0,78 % stammten von zwei oder mehr ethnischen Gruppen ab. 0,57 % der Bevölkerung waren spanischer oder lateinamerikanischer Abstammung.
Von den 16.608 Haushalten hatten 28,30 % Kinder und Jugendliche unter 18 Jahre, die bei ihnen lebten. 52,20 % waren verheiratete, zusammenlebende Paare, 9,00 % waren allein erziehende Mütter. 35,40 % waren keine Familien. 29,00 % waren Singlehaushalte und in 12,70 % lebten Menschen im Alter von 65 Jahren oder darüber. Die Durchschnittshaushaltsgröße betrug 2,31 und die durchschnittliche Familiengröße lag bei 2,83 Personen.
Auf das gesamte County bezogen setzte sich die Bevölkerung zusammen aus 22,40 % Einwohnern unter 18 Jahren, 6,30 % zwischen 18 und 24 Jahren, 27,40 % zwischen 25 und 44 Jahren, 26,70 % zwischen 45 und 64 Jahren und 17,20 % waren 65 Jahre alt oder darüber. Das Durchschnittsalter betrug 41 Jahre. Auf 100 weibliche Personen kamen 95,20 männliche Personen, auf 100 Frauen im Alter ab 18 Jahren kamen statistisch 93,00 Männer.

Das jährliche Durchschnittseinkommen eines Haushalts betrug 36.774 USD, das Durchschnittseinkommen der Familien betrug 43.819 USD. Männer hatten ein Durchschnittseinkommen von 30.704 USD, Frauen 22.382 USD. Das Prokopfeinkommen betrug 19.981 USD. 10,10 % der Bevölkerung und 6,40 % der Familien lebten unterhalb der Armutsgrenze. 11,90 % davon waren unter 18 Jahre und 8,00 % waren 65 Jahre oder älter.

## Städte und Gemeinden
Knox County ist unterteilt in 18 Verwaltungseinheiten: eine City, 16 Towns und eine Plantation. Zudem gibt es zwei Unorganized Territorys.

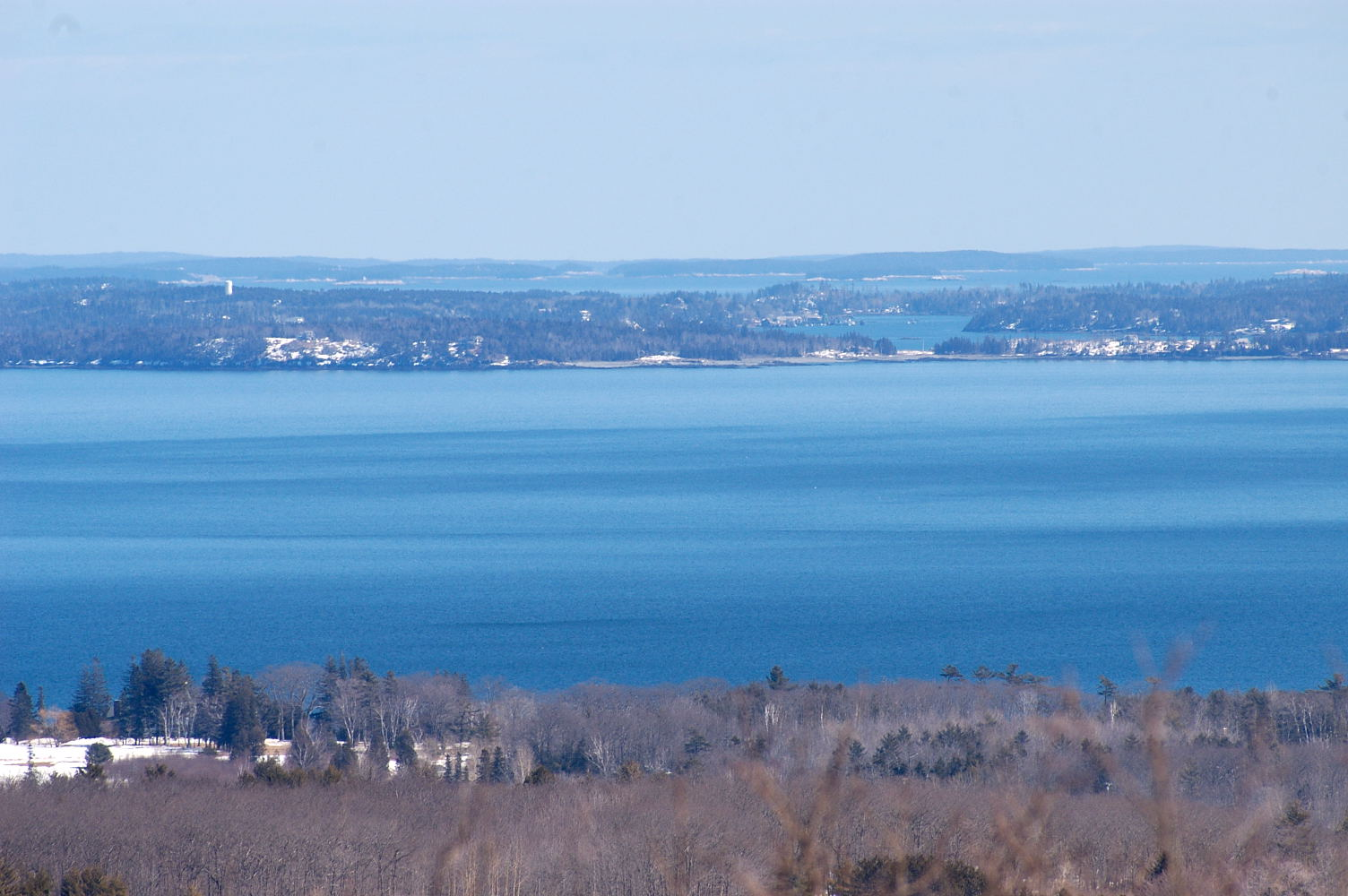
North Haven und Fox Islands von Rockland aus gesehen

| Ortschaft       | Status     | Einwohner (2010) | Gesamte Fläche [km²] | Landfläche [km²] | Bevölkerungsdichte [Einw./km²] | Gründung      |
| --------------- | ---------- | ---------------- | -------------------- | ---------------- | ------------------------------ | ------------- |
| Appleton        | Town       | 1.411            | 86,6                 | 84,7             | 16,6                           | 28. Juni 1829 |
| Camden          | Town       | 5.232            | 66,8                 | 47,4             | 110,8                          | 17. Feb. 1791 |
| Cushing         | Town       | 1.502            | 67,5                 | 49,8             | 30,1                           | 30. Jan. 1789 |
| Friendship      | Town       | 1.142            | 81,3                 | 36,5             | 31,3                           | 25. Feb. 1807 |
| Hope            | Town       | 1.698            | 61,9                 | 56,9             | 29,9                           | 23. Juni 1804 |
| Isle au Haut    | Town       | 92               | 293,2                | 32,4             | 2,8                            | 28. Feb. 1874 |
| Matinicus Isle  | Plantation | 53               | 26,0                 | 6,0              | 8,8                            | 22. Okt. 1840 |
| North Haven     | Town       | 417              | 213,6                | 30,1             | 13,9                           | 1. März 1847  |
| Owls Head       | Town       | 1.504            | 50,8                 | 23,0             | 65,4                           | 9. Juli 1921  |
| Rockland*       | City       | 6.936            | 39,0                 | 33,3             | 208,5                          | 28. Juli 1848 |
| Rockport        | Town       | 3.644            | 86,4                 | 56,0             | 65,0                           | 25. Feb. 1891 |
| South Thomaston | Town       | 1.511            | 46,5                 | 29,6             | 51,0                           | 28. Juli 1848 |
| St. George      | Town       | 2.594            | 303,7                | 64,8             | 40,0                           | 7. Feb. 1803  |
| Thomaston       | Town       | 2.739            | 29,7                 | 28,3             | 96,7                           | 20. März 1777 |
| Union           | Town       | 2.383            | 89,3                 | 83,3             | 28,6                           | 20. Okt. 1786 |
| Vinalhaven      | Town       | 1.279            | 436,9                | 60,8             | 21,1                           | 25. Juni 1789 |
| Warren          | Town       | 4.865            | 126,3                | 120,4            | 40,4                           | 7. Nov. 1776  |
| Washington      | Town       | 1.592            | 101,5                | 98,5             | 16,2                           | 27. Feb. 1811 |

* County Seat
Unincorporated Areas
- Glen Cove
- Hibberts Corner
- Port Clyde
- West Rockport

Census-designated placees
- Camden (CDP) (3.934)
- Thomaston (CDP) (2.714)

Unorganized Territory
- Criehaven
- Muscle Ridge Islands